# Język asturleoński
Język asturleoński – kontinuum dialektalne wchodzące w skład języków romańskich. Dialektem posługują się mieszkańcy hiszpańskich prowincji Asturia, Leon, Zamora oraz Salamanka. Ponadto językiem tym posługują się mieszkańcy nielicznych portugalskich wsi w pobliżu granicy z Hiszpanią, a także w okolicach miasta Bragança. Dialektami asturleońskimi posługują się także mieszkańcy regionów Estremadura i Kantabria.
Język asturleoński, a także wszystkie dialekty pochodne, są blisko związane formą gramatyczną z językiem hiszpańskim, jednakże składnia oraz wymowa słów różni się od tradycyjnie używanego hiszpańskiego.
Język asturloński obecnie jest traktowany jako jeden z dialektów regionalnych, który występuje na terenie Hiszpanii, jednakże w 1906 r. Ramón Menéndez Pidal udowodnił, że w Królestwie Leónu w konsekwencji ewolucji języka łacińskiego mieszkańcy Leónu wyodrębnili zupełnie inny język, różniący się o typowych języków występujących na Półwyspie Iberyjskim. Językiem podobnym w formie oraz wymowie jest nielicznie używany w Portugalii język mirandyjski.

## Historia
Język asturleoński rozwinął się z tzw. łaciny ludowej, a także z połączenia przed-romańskich języków którymi posługiwali się Asturowie inne starożytne plemiona zamieszkujące Półwysep Iberyjski. W XIV wieku na tereny Asturii podporządkowali sobie Kastylijczycy, którzy zajęli najważniejsze stanowiska urzędowe oraz eklezjologiczne. W późniejszych latach język hiszpański wywarł duży wpływ na język asturleoński, przez co dialekt ten rozwinął się do obecnej formy.

## Status

### Asturia
W 1974 roku poczyniono znaczący postęp w kwestii popularyzacji używania języka asturleońskiego a także asturyjskiego. W 1994 roku W Asturii językiem asturleońskim lub jego pochodnymi dialektami posługiwało się 100 000 mieszkańców a kolejnych 450 000 używało języka jako drugiego. Obecnie jednak sytuacja języka asturyjskiego a także asturleońskiego jest w bardzo trudnym położeniu ze względu na masowy spadek liczby posługujących się tymi językami. Z tego powodu Akademia Języka Asturyjskiego podjęła usilne starania, by dostarczyć materiały pomocne w zachowaniu tej mowy – przeprowadzono kodyfikację, wydano słowniki, leksykony gramatyczne, zaczęto publikować w nim czasopisma. Dzięki temu istnieje duże prawdopodobieństwo przetrwania obu języków a także ich przyszłej popularyzacji.

### León
Pod koniec lat 90 XX wieku w prowincji León nieoficjalnie rozpoczęto program mający propagować język leoński a także asturleoński. W 2001 roku na uniwersytecie w León zainicjowano kursy językowe w języku leońskim dla nauczycieli a także dorosłych. Obecnie języka leońskiego a także asturleoński można się uczyć w wielu szkołach w najważniejszych miastach prowincji w tym m.in. w Leónie, Zamorze a także Salamance.